# New Martinsville
New Martinsville és una població dels Estats Units a l'estat de Virgínia de l'Oest. Segons el cens del 2000 tenia 5.984 habitants.

## Demografia
Segons el cens del 2000, New Martinsville tenia 5.984 habitants, 2.484 habitatges, i 1.684 famílies. La densitat de població era de 834,1 habitants per km².
Dels 2.484 habitatges en un 28,9% hi vivien nens de menys de 18 anys, en un 52,6% hi vivien parelles casades, en un 11,7% dones solteres, i en un 32,2% no eren unitats familiars. En el 28,9% dels habitatges hi vivien persones soles el 13,4% de les quals corresponia a persones de 65 anys o més que vivien soles. El nombre mitjà de persones vivint en cada habitatge era de 2,34 i el nombre mitjà de persones que vivien en cada família era de 2,86.
Per edats la població es repartia de la següent manera: un 22,9% tenia menys de 18 anys, un 6,7% entre 18 i 24, un 25,4% entre 25 i 44, un 26,8% de 45 a 60 i un 18,2% 65 anys o més.
L'edat mediana era de 42 anys. Per cada 100 dones de 18 o més anys hi havia 81,5 homes.
La renda mediana per habitatge era de 33.750 $ i la renda mediana per família de 40.851 $. Els homes tenien una renda mediana de 37.614 $ mentre que les dones 21.019 $. La renda per capita de la població era de 18.578 $. Entorn del 16,9% de les famílies i el 20,6% de la població estaven per davall del llindar de pobresa.

## Poblacions més properes
El següent diagrama mostra les poblacions més properes.